# Platymantis myersi
Platymantis myersi är en groddjursart som beskrevs av Brown 1949. Platymantis myersi ingår i släktet Platymantis och familjen Ceratobatrachidae. IUCN kategoriserar arten globalt som otillräckligt studerad. Inga underarter finns listade i Catalogue of Life.